# 维莱维孔特
维莱维孔特（法語：Villers-Vicomte，法語發音：[vilɛʁ vikɔ̃t]）是法国瓦兹省的一个市镇，属于克莱蒙区。

## 地理
维莱维孔特（49°38'36"N, 2°14'21"E）面积5.2 平方千米，位于法国上法蘭西大區瓦兹省，该省份为法国北部内陆省份，北起索姆省，西接厄尔省和滨海塞纳省，南至塞纳-马恩省和瓦兹河谷省，东临埃纳省。
与维莱维孔特接壤的市镇（或旧市镇、城区）包括：科尔梅耶、埃凯努瓦、弗莱希、阿迪维莱。

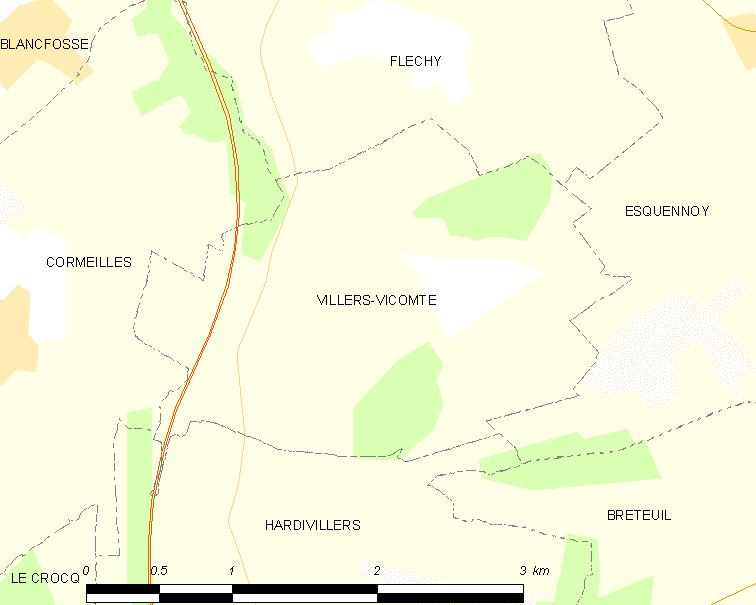
维莱维孔特的OSM定位图

维莱维孔特的时区为UTC+01:00、UTC+02:00（夏令时）。

## 行政
维莱维孔特的邮政编码为60120，INSEE市镇编码为60692。

## 政治
维莱维孔特所属的省级选区为圣瑞斯特昂绍塞县。

## 人口

1962-2008年间维莱维孔特人口变化图示

维莱维孔特于2022年1月1日时的人口数量为151人。